# Voulgaréli
Voulgaréli är en kommunhuvudort i Grekland.   Den ligger i prefekturen Nomós Ártas och regionen Epirus, i den centrala delen av landet, 270 km nordväst om huvudstaden Aten. Voulgaréli ligger 779 meter över havet och antalet invånare är 590.
Terrängen runt Voulgaréli är kuperad åt sydost, men åt nordväst är den bergig. Terrängen runt Voulgaréli sluttar söderut.Runt Voulgaréli är det glesbefolkat, med 13 invånare per kvadratkilometer. Närmaste större samhälle är Prámanta, 18,2 km norr om Voulgaréli. I omgivningarna runt Voulgaréli växer i huvudsak blandskog.